# ليكسي ألفورد
ليكسي ألفورد Alexis Rose Alford (من مواليد 10 أبريل 1998)، والمعروف أيضًا باسم Lexie Limitless، هي مسافرة ومغامرة أمريكية معروفة بالسفر إلى 196 دولة قبل بلوغها سن ال21 سنة. حصلت ألفورد على رقمين قياسيين في موسوعة غينيس للأرقام القياسية. كونها "أصغر شخص يسافر إلى جميع الدول ذات السيادة" و "أصغر امرأة تسافر إلى جميع الدول ذات السيادة" في سن 21 عامًا، 177 يومًا. 

## حياتها المبكرة
ولدت ألفورد ونشأت في نيفادا سيتي في ولاية كاليفورنيا لعائلة من الطبقة المتوسطة.  قررت في سن الثانية عشرة أنها تريد استكشاف العالم. كان والداها وكلاء سفر تعلمت منهم مهارات حجز الحجوزات والتخطيط لمسار الرحلة. في سن 18 سنة، تخرجت بدرجة جامعية في كلية مجتمع.

## الحياة المهنية
بعد حصولها على شهادتها، كانت ألفورد قد ادّخرت الأموال من خلال العمل لتمويل رحلاتها بنفسها. بالإضافة إلى ذلك، تكمل دخلها من خلال التدوين والتصوير الفوتوغرافي المستقل وبيع المطبوعات؛ وفقًا لألفورد، فإنها تقضي "قدرًا غير لائق من الوقت في البحث عن أفضل الصفقات والتعلم بدقة كيفية السفر إلى أماكن غريبة بميزانية محدودة". أثناء السفر، تصف نفسها على أنها بسيطة، ولا تحمل سوى الإمدادات التي تحتاجها في حقيبة ظهر مع معدات التصوير بالفيديو الخاصة بها.

### قناة اليوتيوب
أطلقت قناتها على يوتيوب بعد أشهر قليلة من تحقيقها لرقمها القياسي العالمي. أطلقت عليه اسم ليكسي ليمتلس Lexie Limitless.  تشارك مغامرات سفرها، ونجاحها كمسافرة شابة، ومختلف الثقافات وأساليب الحياة حول العالم. أحد مقاطع الفيديو الأكثر مشاهدة لها هو My Impossible 5 Minute Trip to كوريا الشمالية، حيث سجلت رحلتها التي استغرقت 5 دقائق إلى كوريا الشمالية. 

### موسوعة جينيس
حازت ألفورد على رقم غينيس للأرقام القياسية لكونها "أصغر شخص يسافر إلى جميع الدول ذات السيادة" و "أصغر امرأة تسافر إلى جميع البلدان ذات السيادة" عن عمر يناهز 21 عامًا و 177 يومًا. 

### كتبها
اعتبارًا من عام 2022، كتبت ألفورد كتابًا عن كونها أصغر شخص يسافر إلى جميع الدول ذات السيادة البالغ عددها 196 دولة في العالم. 

## انظر ايضا
- جو حطاب
- نصير ياسين
- هانيا ياناغيهارا
- هيستر مارثا بول
- هيلاري هوارد
- هيلين تشرشل كاندي

## روابط خارجية
- الموقع الرسمي